# (12812) Cioni
(12812) Cioni est un astéroïde de la ceinture principale.

## Description
(12812) Cioni est un astéroïde de la ceinture principale. Il fut découvert le 14 février 1996 à Cima Ekar par Maura Tombelli et Ulisse Munari. Il présente une orbite caractérisée par un demi-grand axe de 2,41 UA, une excentricité de 0,14 et une inclinaison de 2,4° par rapport à l'écliptique.

## Compléments